# ويليام غالاغير
ويليام غالاغير (بالإنجليزية: William Gallagher)‏ هو سياسي أمريكي، ولد في 13 مايو 1875 في منيابولس في الولايات المتحدة، وتوفي في 13 أغسطس 1946 في روشستر في الولايات المتحدة. حزبياً، نشط في الحزب الديمقراطي. وقد انتخب عضو مجلس النواب الأمريكي.